# ケロケロエース
『ケロケロエース』（Kero-kero Ace）は、角川書店が発行していた少年向け漫画雑誌である。略称は「ケロケロ」・「ケロA」。
2007年10月26日に創刊。2013年7月26日発売の2013年9月号（Vol.69）で休刊となった。

## 概要
基本的に毎月26日発売。当初は『ガンダムエース』や『月刊ニュータイプ』の増刊として刊行されていた。2007年に行われたガンダムEXPOではプロモーション用の小冊子が配布された。
2008年9月号（Vol.9・2008年7月26日）より単独の雑誌となった。
漫画以外にもアニメやゲーム・特撮ものやホビーなどの情報誌も兼ねている。毎号さまざまな付録が付いている。刊行後期時点ではトレーディングカードゲームを重点的に推していた。

### テレビCM
テレビCMは当初池田秀一（シャア・アズナブル）と渡辺久美子（ケロロ軍曹）がそれぞれナレーションを担当していた。2008年9月号以降のCMよりナレーションが渡辺のみとなった。
また、『バトルスピリッツ 少年突破バシン』内で放送されていたCMではバシン役の田村睦心によるナレーションとなり、後番組の『バトルスピリッツ 少年激覇ダン』内のCMではダン役の大浦冬華がナレーションを担当していた。

## 休刊時の掲載作品
- （2007年12月号 - ）ケロロ軍曹 - 吉崎観音
- （2009年4月号 - ）どうぶつの林 - パンダ師匠
- （2010年3月号 - ）千邪の封魔師 - 吉田宙丸
- （2011年1月号 - ）カードファイト!! ヴァンガード - 伊藤彰
- （2012年3月号 - ）みにヴぁん - Quily
- （2012年6月号 - ）ファイ・ブレイン パズル オブ バトル - 大槻朱留
- （2012年6月号 - ）スーパー番犬のプー太郎 - たかのせひろし
- （2012年10月号 - ）天狗様の言うとおり! - とくたけきょうこ
- （2012年10月号 - ）ケロロの偉人伝 - 吉崎観音
- （2012年12月号 - ）トランスフォーマー オールスパーク - 津島直人
- （2013年2月号 - ）地獄ようちえん - テンキャラグランプリ
- （2013年3月号 - ）おしょーマン - 大宮勇次
- （2013年5月号 - ）聖闘士星矢Ω - 原作:車田正美、漫画:ばう
- （2013年8月号 - ）クグツヒメ - 犬木栄治

## 連載作品
太字は休刊時の掲載作品。

### あ行
- あっぱれ!との丸くん
- 青騎士（姫川明）
- アクジキ（鈴木小波）
  - アクジキ - マンガ図書館Z（外部リンク）
- 甘いぜ‼キャンディーくん  (緒方雄一)
- アングラーヒーロー（尾頭しいた）
- 一発必中!! デバンダー（墨丸こいち）
- うんP先生（大和田秀樹）
- エヴァX－学園不可思議伝－（山下てつお）
- SDガンダム三国伝 ブレイブバトルウォーリアーズ（たかのあつのり）
- SDガンダムバインド BunBunばいんDo（佐々木心）
- おはよう忍者隊ガッチャマン（ケイト・アロー）

### か行
- カードファイト!! ヴァンガード（伊藤彰）→休刊後は月刊ブシロード（ブシロード発行・KADOKAWA発売）に移籍。
- 騎将戦記
- 'かっぱんだ(北枕よしたけ)
- からアゲ！（あつし）
- ガルルレロ（後藤ゆうた）
- カンフーくん（モリモト）
- ガンプラエクストリーム（岩本佳浩）
- ガンプラGTワンダーズ（岩本佳浩）
- 機動戦士ガンダム00（作画：大森倖三）
- 機動戦士ガンダムちょび00（しぐま太朗）
- 銀色のうさぎ（喜久屋めがね）

2012年8月号より偶数月の連載。2013年8月号の掲載を最後に9月号より休刊に入ったため、未完結作品。
- クマクマくまん（大崎亮平）
- くるくる☆ちょボット（泉原れな）
- ケロケロおもちゃ研究所（新居さとし）

カラーで記事扱い。その続きをモノクロで漫画扱いのスペシャルとして不定期掲載。
その後、後半のモノクロ部分のみを玩具王タカギハカセ（ガンキングタカギハカセ）として通常の連載漫画扱いに変更。
さらにケロケロおもちゃ研究所 玩具王タカギハカセとして目次上では漫画扱い、実質的にはカラーのみの玩具紹介漫画の形態に移行。
- ケロロクエスト（大門アキラ）
- ケロロ軍曹（吉崎観音）

当初は少年エースに過去に掲載されていた作品が再録されていた。2010年6月号からは同時発売の少年エースと同じ内容が収録されるようになった。
- ケロロ軍曹 特別訓練☆戦国ラン星（スター）大バトル!（夢唄、原作：吉崎観音）
- ケロロ軍曹 特別訓練☆戦国ラン星大バトル! なぜなに戦国時代（森永もそ、原作：吉崎観音）
- ケロロ軍曹 へっぽこはじめて物語（森永もそ、原作：吉崎観音）
- ケロロパイレーツ ケロロ軍曹 特別訓練☆大コウカイ星の秘宝!（大槻朱留、原作：吉崎観音）

### さ行
- スーパー番犬！プー太郎☆（宝ノ瀬躍士）
- 少年 怪奇王（森本サンゴ）
- ストッピ!（タモリはタル）
- スレイヤーズ ライト☆マジック （佐々木心、原作：神坂一・あらいずみるい、コミックシナリオ：響天地丸）
- セットイン!データップ!! （すぎたにコージ）
- 千邪の封魔師（吉田宙丸）
- ソウルキャリバーレジェンズ（作画：小枕チヨリ）
- それいけ!桃太郎電鉄（脚本：浜崎達也、作画：高内優向）
- ゾンビの神様（きんこうじたま）

### た行
- 大怪獣バトル ウルトラアドベンチャー（脚本：荒木憲一、作画：西川伸司）
- 大怪獣バトル ウルトラアドベンチャーNEO（脚本：荒木憲一、作画：西川伸司）
- 宝島Z バラ色の真珠（作画：マイケル・原腸）
- たちゅまる（石鯛嵩）
- たまごさん（井上行広）
- 超世紀α（小笠原智史、原案：吉崎観音）
- どうぶつの林 （パンダ師匠）
- .hack//LINK（原作：サイバーコネクトツー、作画：喜久屋めがね）
- ドラゴンテイマー サウンドスピリットF（あつし）
- トランスフォーマー アニメイテッド ザ・クール（NAOTO、目次では津島直人名義）

### な行
- なるほど☆ことわざガンダムさん（大和田秀樹）
- ネットゴーストPIPOPA（作画：鈴木小波）
- ののの の みどりちゃん

### は行
- 爆釣伝説アングラーヒーロー（タモリはタル）
- 爆熱大陸王 コブシ (墨丸こいち)
- WGPバクシードマキシ（原案：サンライズ 原案：バンダイホビー事業部 作画：守屋直樹）
- バトスピひーろーず (さかえ智裕)
- 幕末異聞録 コードギアス 反逆のルルーシュ（シナリオ：村松由二郎、作画：銃爺）
- バトルスピリッツ 少年激覇ダン（東川祥樹、原作：サンライズ）
- バトルスピリッツ 少年突破バシン（藤異秀明、原作：サンライズ）
- バトルスピリッツ ブレイヴ（杉山ユキ、原作：サンライズ）
- バトルスピリッツ 覇王 龍（杉山ユキ、原作：サンライズ）
- BB戦士三国伝 英雄激突編（矢野健太郎）
- ファイ・ブレイン パズル オブ バトル（作画：大槻朱留）
- ぷちえう゛ぁ　ぼくら探検同好会（作画：おおぞらまき）

### ま行
- 魔界王子プリマオ（かみやたかひろ）
- みにヴぁん (Qully)※「月刊ブシロード」に移籍
- 無限のフロンティア スーパーロボット大戦OGサーガ（作画：斉藤和衛）
- メイプルストーリー（岩田鷹吉）
- 模型戦士ガンプラビルダーズA（岩本佳浩）
- もりもりものがたり (伊藤キイチ)
- モンスター・コレクション 〜ドラゴン使いのアーニャ〜 (こゆき)

### ら行
- ライ太くん（倉本雅弘）
- ラスボス!!（大宮勇次）
- LEGENTAIL千年太（森野達弥）

## 読み切り作品
- UMAサーカス（2011年9月号掲載 西川伸司）
- クグツヒメ（2013年8月号・9月号 前後編掲載 犬木栄治）

## ケロケロエースコミックス
本誌に連載された漫画が単行本となる場合は大半が2008年9月26日創刊の「ケロケロエースコミックス」のレーベルで発売された。増刊時代から連載が続いている作品など一部は「角川コミックス・エース」で発売される場合があった。